# SN Refsdal
SN Refsdal è la prima supernova individuata grazie alla visualizzazione di immagini multiple generate dal fenomeno della lente gravitazionale per l'interposizione dell'ammasso di galassie MACS J1149.6+2223. Il nome assegnatole è in onore dell'astrofisico norvegese Sjur Refsdal che per primo, nel 1964, propose l'utilizzo dell'effetto della lente gravitazionale sulle supernove per studiare l'espansione dell'Universo. Le osservazioni sono state condotte utilizzando il Telescopio spaziale Hubble.
La galassia ospite della SN Refsdal ha un redshift di z = 1,49 che corrisponde ad una distanza comovente di 14,4 miliardi di anni luce. 
La lente gravitazionale ha generato immagini multiple (4) della supernova, disposte a croce attorno ad una galassia ellittica situata a z = 0,54; questo fenomeno è chiamato croce di Einstein.
Gli studiosi ritengono che, nonostante la quadruplice immagine della supernova sia destinata a svanire, prima o poi sarà possibile visualizzarla nuovamente dato che l'attuale immagine è solo uno degli eventi osservabili con la lente gravitazionale. È possibile che la supernova sia già apparsa come immagine unica circa 40-50 anni fa in altri punti dell'ammasso e si prevede possa apparire ancora entro i prossimi dieci anni. Queste visualizzazioni scaglionate nel tempo saranno molto utili agli astronomi per sondare la velocità di espansione dell'Universo, per comprendere la distribuzione nelle galassie della materia barionica e della materia oscura, e l'azione delle lenti gravitazionali degli ammassi di galassie.